# 螳蝎蝽
螳蝎蝽（学名：Ranatra chinensis）为蝎蝽科螳蝎蝽屬下的一个种。